# Bernhard Otto Liwe
Bernhard Otto Liwe, kallad vita Liwen, född 1625, död 1699, var en svensk friherre och militär.

## Biografi
Liwe upphöjdes som ryttmästare i friherrligt stånd 1653 jämte sin bror och farbrodern Jürgen Liwe (introducerad 1654 under nummer 45). Han blev major vid estniska adelsfanan 1655 och överstelöjtnant där 1656 (konfirmationsfullmakt 1660). Liwe tilldelades överstes karaktär 1666 och blev överste för ett regemente utkommenderade svenska och finska ryttare 1673. Han var överste för Åbo läns kavalleriregemente 1673–1695. Liwe var herre till Parmel och Raggafer, båda i Estland. Han blev begraven 1700 i Reval.

### Familj
Bernhard Otto Liwe var son till lantmarskalken Bernhard Liwe och Gertrud Yxkull i Estland. Han gifte sig första gången med Elisabet von Löwen, dotter till generallöjtnanten och lantrådet Fredrik Löwe och Agneta Maidel. De fick tillsammans barnen översten Berndt Otto von Liewen (1645–1685) i romersk kejserlig tjänst, ryttmästaren Gustaf Fredrik von Liewen (död 1676), översten Reinhold von Liewen (1653–1701) och majoren Carl Liwe (död 1684) vid överste Wangelins regemente i romersk kejserlig tjänst.
Liwe gifte sig andra gången 3 november 1663 i domen i Reval med Elisabet Gertrud Wrangel, av huset Ellistfer, dotter till Herman Jürgensson Wrangel och Anna Bernhardsdotter Taube. De fick tillsammans barnen två barn (döda 1665), greve Hans Henrik von Liewen (1664–1733), Anna Margareta Liwe (1667–1704) som var gift med generallöjtnanten Johan Adolf Clodt von Jürgensburg och majoren Herman Johan von Liewen (1669–1707).